# Parafia św. Barbary w Trzebini
Parafia św. Barbary w Trzebini – rzymskokatolicka parafia należąca do dekanatu Trzebinia archidiecezji krakowskiej. Została utworzona w roku 1949. Kościół parafialny został zbudowany w 1896 r. Mieści się w dzielnicy Wodna.

## Historia
Parafia św. Barbary została ustanowiona 14 czerwca 1949 roku przez ks. kardynała Adama Sapiehę. Jej pierwszym proboszczem został ks. Władysław Stanek. Urząd sprawował do roku 1955, kiedy to został mianowany proboszczem parafii św. Wawrzyńca w Kleczy.